# Walter Röhrl
Walter Röhrl (nascut el 7 de març de 1947 a Regensburg) era un pilot alemany de ral·lis, que va córrer al Campionat Mundial de Ral·lis, guanyant-lo els anys 1980 i 1982. És conegut per les seves famoses vicòries per Fiat, Opel, Lancia i Audi tot i que també va córrer per Porsche, Ford i BMW. L'any 1974 va guanyar el Campionat europeu de ral·lis amb un Opel Ascona i el 1982 el Campionat africà de ral·lis, també amb un Opel Ascona.
Va guanyar 14 ral·lis del campionat del món en tota la seva carrera. L'any 1980, conduint un Fiat 131 Abarth, va aconseguir el seu primer campionat del món. Va repetir-lo l'any 1982, al volant d'un Opel Ascona. El 1982 també va guanyar el campionat africà de ral·lis.
L'any 1981 va guanyar la prestigiosa cursa de les 24 hores de Le Mans a la categoria GTP +3.0 amb un Porsche 944 LM compartit amb Jürgen Barth.

## Victòries al WRC
| #  | Ral·li                  | Any  | Copilot               | Vehicle               |
| -- | ----------------------- | ---- | --------------------- | --------------------- |
| 1  | Ral·li Acròpolis        | 1975 | Jochen Berger         | Opel Ascona           |
| 2  | Ral·li Acròpolis        | 1978 | Christian Geistdörfer | Fiat 131 Abarth       |
| 3  | Critèrium du Quebec     | 1978 | Christian Geistdörfer | Fiat 131 Abarth       |
| 4  | Ral·li de Monte-Carlo   | 1980 | Christian Geistdörfer | Fiat 131 Abarth       |
| 5  | Ral·li de Portugal      | 1980 | Christian Geistdörfer | Fiat 131 Abarth       |
| 6  | Ral·li de l'Argentina   | 1980 | Christian Geistdörfer | Fiat 131 Abarth       |
| 7  | Ral·li de Sanremo       | 1980 | Christian Geistdörfer | Fiat 131 Abarth       |
| 8  | Ral·li de Monte-Carlo   | 1982 | Christian Geistdörfer | Opel Ascona 400       |
| 9  | Ral·li de Costa d'Ivori | 1982 | Christian Geistdörfer | Opel Ascona 400       |
| 10 | Ral·li de Monte-Carlo   | 1983 | Christian Geistdörfer | Lancia 037 Rally      |
| 11 | Ral·li Acròpolis        | 1983 | Christian Geistdörfer | Lancia 037 Rally      |
| 12 | Ral·li de Nova Zelanda  | 1983 | Christian Geistdörfer | Lancia 037 Rally      |
| 13 | Ral·li de Monte-Carlo   | 1984 | Christian Geistdörfer | Audi Quattro A2       |
| 14 | Ral·li de Sanremo       | 1985 | Christian Geistdörfer | Audi Quattro Sport S1 |